# Menophra abruptaria
Menophra abruptaria är en fjärilsart som beskrevs av Carl Peter Thunberg 1792. Menophra abruptaria ingår i släktet Menophra och familjen mätare. Inga underarter finns listade i Catalogue of Life.

## Bildgalleri

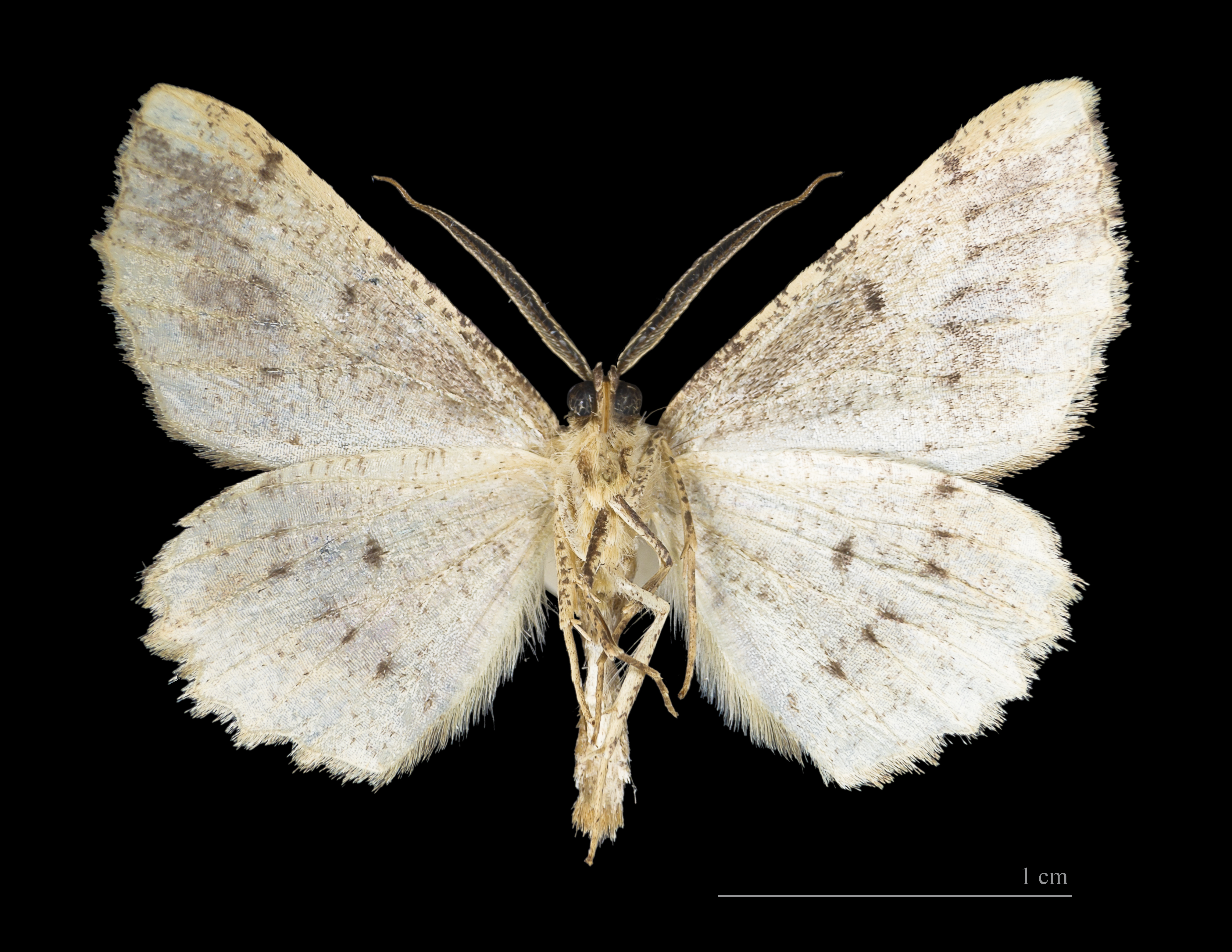
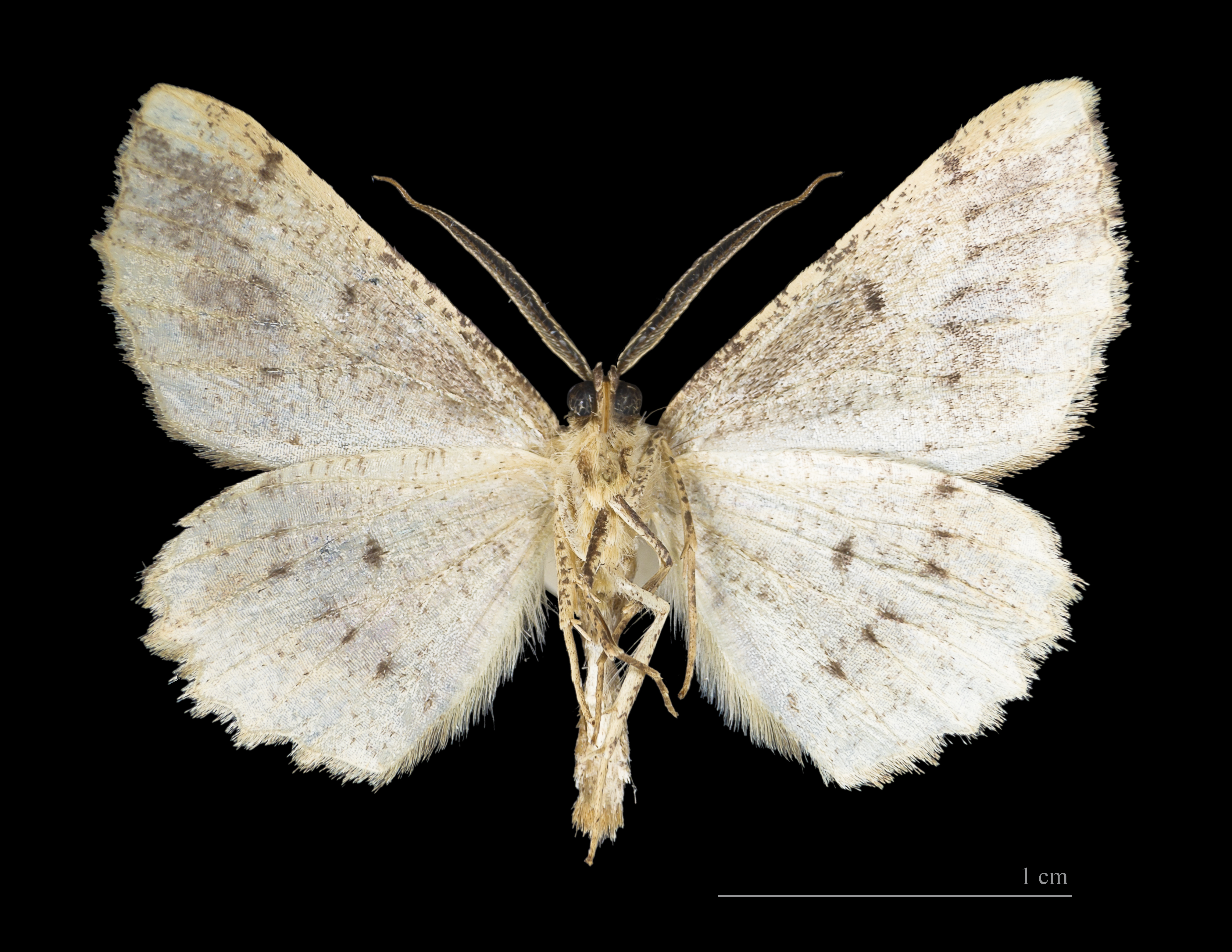